# Valerio Marini
Valerio Marini (Roma, 13 settembre 1982) è un arbitro di calcio italiano.

## Carriera
Ha iniziato ad arbitrare nel 2001, arrivando in Serie D nel 2006. Nel 2010 è passato in Lega Pro, dove è rimasto per cinque anni, nei quali ha diretto anche la finale del Campionato Primavera 2013-2014. Promosso in C.A.N. B nel 2015, ha esordito nella serie cadetta il 19 settembre, in occasione di Novara-Virtus Entella, terminata 1-0. Ha debuttato in Serie A il 23 aprile 2017, nella partita Udinese-Cagliari, vinta dal club friulano per 2-1.
Il 1º settembre 2020 viene inserito nell'organico della CAN A-B, nata dall’accorpamento di CAN A e CAN B: dirigerà sia in Serie A che in Serie B. Nella stagione 2020-2021 viene designato in 7 partite del massimo campionato e per 8 in cadetteria.
Il 15 febbraio 2023, nell'ambito di una collaborazione tra l'AIA e la Federazione Cipriota, è VAR in Omonia Nicosia-APOEL Nicosia, gara dei quarti di finale della Coppa Nazionale di Cipro, coadiuvando l'arbitro italiano Giovanni Ayroldi.
Il 24 maggio 2023 svolge la funzione di AVAR durante la finale di Coppa Italia Inter-Fiorentina, diretta da Massimiliano Irrati, assistendo l'addetto VAR Paolo Silvio Mazzoleni.
Il 12 settembre 2022 è AVAR nell'amichevole Scozia-Inghilterra, la più antica rivalità tra nazionali nella storia del calcio (la prima partita tra Scozia e Inghilterra avvenne nel 1872), diretta da Davide Massa e assistendo l'addetto VAR Michael Fabbri, su richiesta della Federazione Scozzese all'AIA di affidare la direzione della partita ad una squadra arbitrale interamente italiana.